# Province de Forlì-Cesena
La province de Forlì-Cesena est une province italienne, dans la région d'Émilie-Romagne. Les capitales provinciales sont Forlì et Cesena.

## Géographie
La province est située sur l'axe Milan-Ancone, traversée par la Via Æmilia et l'autoroute du Soleil A14. Au Nord la région de Bologne, à l'Est la région de Ferrare, à l'Ouest les Apennins et au Sud l'Adriatique.

## Histoire
L'histoire est celle de toute la région Émilie-Romagne, depuis les temps les plus anciens, puisque la Romagne fut habitée déjà dans la pré-histoire, d’après les nombreuses fouilles archéologiques : le site le plus fameux est situé au Mont Poggiolo qui fait partie de la commune de Castrocaro Terme à 10 km de Forlì où des milliers de pièces et objets datant d'environ 800 000 ans ont été découverts.
Toutes les grandes villes comportent un centre historique avec d'anciennes fortifications.
Le dictateur italien Mussolini est originaire de cette province puisqu'il est né dans la ville de Predappio distante de 15 km de Forlì.

## Économie
La province de Forli produit de l'huile d'olive et de belles industries. Comme dans toute la région Émilie-Romagne, cette province est remarquable par son agriculture. La fertilité de la plaine qui s'étend jusqu'à l'Adriatique, jointe au climat, permet une agriculture très riche surtout basée sur l'exportation.
- Cultures maraîchères : betteraves à sucre, blé, légumes, fruits (fraises, framboises, etc.)
- Cultures fruitières : pommes, poires, pêches, prunes, kiwis, kakis, figues, etc.
- Cultures des collines : vignes, amandes, olives, etc.
- Cultures diverses : lin, chanvre.

## Culture
Cette province de Romagne a longtemps utilisé le romagnol comme langue courante jusque dans les années 1960. Elle n'est plus parlée que par les anciens.

## Tourisme
- Tourisme balnéaire: dans toutes les villes de la côte Adriatique, de Cesenatico à Rimini.
- Tourisme thermal: à Castrocaro Terme, Bagno di Romagna et Fratta Terme près de Forlimpopoli et Bertinoro.
- Tourisme urbain: dans les principales villes de la province (Forlì, Cesena)
- Tourisme rural: Sur toutes les collines des Apennins (Castrocaro Terme, Bertinoro, Bagno di Romagna). Recommandé: les agro-tourismes, comme les fermes auberges en France, mais avec une gastronomie de tout premier plan. Tous les produits proposés à la consommation doivent être produits sur le lieu même (sauf le sel bien sûr). Les repas, très copieux, sont basés sur la cuisine romagnole traditionnelle le plus souvent faite en famille (ce qui explique les prix très attractifs).

## Administration
C'est la province par excellence de la Romagne et de la région d'Émilie-Romagne.
Le nom actuel a été officialisé en 1992, quand fut détachée la zone qui constitue la Province de Rimini.
Elle était précédemment dénommée Province de Forlì avec l’immatriculation FO. En 1992, donc, apparaît la dénomination de Province de Forlì-Cesena, Décret législatif du 6 mars 1992, modifiant en 1998 l’immatriculation automobile en FC.
Du point de vue administratif, la province de Forlì-Cesena a divisé son territoire en deux circonscriptions, celle de Forlì et celle de Cesena; comprenant aussi trois communautés de montagne : celle d'Acquacheta, celle de l'Apennin Forlivese et celle de l'Apennin Cesenate.

### Communes
- Forlì - 112 477 hab.
- Cesena - 93 857 hab.
- Cesenatico - 23 416 hab.
- Savignano sul Rubicone - 16 169 hab.
- San Mauro Pascoli - 10 395 hab.
- Forlimpopoli - 12 223 hab.

## Divers

### Ethnies et minorités étrangères
Selon les données de l’Institut national de statistique (ISTAT) au 1er janvier 2011, la population étrangère résidente était de 41 567 personnes soit 10,5 % de la population totale.
Les nationalités majoritairement représentatives étaient :
| Pos. | Pays      | Population |
| ---- | --------- | ---------- |
| 1    | Albanie   | 6 865      |
| 2    | Roumanie  | 6 607      |
| 3    | Maroc     | 5 940      |
| 4    | Chine     | 3 066      |
| 5    | Pologne   | 1 858      |
| 6    | Ukraine   | 1 839      |
| 7    | Tunisie   | 1 608      |
| 8    | Sénégal   | 1 230      |
| 9    | Macédoine | 1 144      |
| 10   | Moldavie  | 711        |